# Abbotsmith-Gletscher
Der Abbotsmith-Gletscher ist ein rund 5 km langer Gletscher auf der Insel Heard, der von der eisbedeckten Westflanke des Vulkans Big Ben in westlicher Richtung zwischen dem Walsh Bluff und dem Henderson Bluff abfließt. Mit einer Fläche von an die 20 km² (Stand 2019) ist er der drittgrößte der 29 Gletscher auf Heard.
Kartografisch erfasst wurde er 1948 im Rahmen der Australian National Antarctic Research Expeditions. Benannt ist der Gletscher nach dem Ingenieur John Abbotsmith (1918–1989), einem Expeditionsteilnehmer.